# Пушкинское (Калмыкия)
Пу́шкинское — село в Городовиковском районе Калмыкии, в составе Пушкинского сельского муниципального образования.

## История
Основано во второй половине XIX века. Первоначально село называлось 1-й Ики-Тугтун (калм. Негдгч Ик Тугтн - букв. первые большие знаменосцы). Возникновение 1-го Ики-Тугтунова хотона связано с разделением тугтунов Большедербетовского улуса на 3 аймака (аймачные группы) в 1871 году: 1-й Ики-Тугтун, 2-й Ики-Тугтун (сейчас - хутор Ахнуд) и Бага-Тугтун.
Согласно Списку населённых мест Ставропольской губернии в 1909 году в поселении 1-го Ики-Тугтунова рода имелось 177 дворов, проживало 256 душ мужского и 237 женского пола. В хотне имелись школа, церковь (буддийский храм), 2 торговых предприятия, 2 хлебозапасных магазина, пожарный обоз.
28 декабря 1943 года калмыцкое население села было депортировано. В августе 1949 года 1-й Ики-Тугтун переименован в село Пушкинское. Калмыцкое население стало возвращаться после отмены ограничений по передвижению в 1956 году. Село возвращено вновь образованной Калмыцкой автономной области в 1957 году.

## Физико-географическая характеристика
Село расположено в западной части Городовиковского района, в пределах Ставропольской возвышенности. Средняя высота над уровнем моря - 40 м. Рельеф местности равнинный. В 1,7 км к югу от села протекает река Башанта. К юго-востоку расположен пруд.
По автомобильной дороге расстояние до столицы Калмыкии города Элиста составляет 250 км, до районного центра города Городовиковск - 14 км, до административного центра сельского поселения села Чапаевское - 15 км. Ближайший населённый пункт — посёлок Лазаревский, расположенный в 10 км на восток от Пушкинского. 
Согласно классификации климатов Кёппена-Гейгера село находится в зоне континентального климата с относительно холодной зимой и жарким летом (Dfa). В окрестностях села чернозёмы маломощные малогумусные и темнокаштановые почвы различного гранулометрического состава.
В селе, как и на всей территории Калмыкии, действует московское время.

## Население
Динамика численности населения
| 1909 |
| ---- |
| 493  |

| 2002 | 2010 | 2012 |
| ---- | ---- | ---- |
| 160  | ↘119 | ↗131 |

Национальный состав
Согласно результатам переписи 2002 года большинство населения составляли русские (58 %) и калмыки (35 %)

## Социальная сфера
В Пушкинском действует Пушкинская начальная школа

## Улицы
В селе 4 улицы: Мира, Набережная, Садовая и Хечиева